# Bacidina egenula
Bacidina egenula är en lavart som först beskrevs av William Nylander och som fick sitt nu gällande namn av Antonín Vězda. 
Bacidina egenula ingår i släktet Bacidina och familjen Ramalinaceae. Arten är reproducerande i Sverige. Inga underarter finns listade i Catalogue of Life.